# Macaranga celebica
Macaranga celebica är en törelväxtart som beskrevs av Sijfert Hendrik Koorders. Macaranga celebica ingår i släktet Macaranga och familjen törelväxter.
Artens utbredningsområde är Sulawesi. Inga underarter finns listade i Catalogue of Life.